# فصة مونبلييه
فصة مونبلييه (باللاتينية: Medicago monspeliaca) نوع نباتي يتبع جنس الفصة من الفصيلة البقولية.

## الموئل والانتشار
موطنها بلاد الشام ومصر والمغرب العربي وقبرص وتركيا والقوقاز ومعظم مناطق أوروبا.

## مرادفات للاسم العلمي
- (باللاتينية: Trigonella monspeliaca L.)
- (باللاتينية: Trigonella monspeliaca subsp. subacaulis Feinbrun))